# ゴー!ゴー!若大将
『ゴー!ゴー!若大将』（ゴーゴーわかだいしょう）は、加山雄三が主演する宝塚映画製作の日本映画。若大将シリーズの第11弾。1967年12月31日公開。同時上映は「日本一の男の中の男」（植木等、浅丘ルリ子主演。監督：古澤憲吾）で、クレージー映画と若大将シリーズとの2本立ては1966年の『クレージーだよ奇想天外』（監督：坪島孝）と『アルプスの若大将』以来だが、『奇想天外』は谷啓主演であり、植木等主演との2本立ては初。

## 作品概要
シリーズ第11弾であるが、加山のスケジュールの関係上、本作は（『歌う若大将』を除いて）『エレキの若大将』以来久々のオール日本ロケとなった。しかし公開時に既に加山は30歳になっており、学生服が似合わなくなったため、次作『リオの若大将』で若大将を卒業させることとなる。
ラリーの物語部分は、東宝映画で小林桂樹主演の『サラリーマン出世太閤記 課長一番槍』（1959年、筧正典監督・笠原良三脚本）をほぼ踏襲したリメイクとなっている。なお、ラリー指導は出演者の江原達怡がおこなっており、鈴鹿サーキットでの若大将が試乗するシーンもA級ライセンスを持つ江原が吹き替えとして乗っていた。ラリーシーンや駅伝シーンのため鈴鹿サーキット、京都、琵琶湖、飛騨、高山など中部関西地方でロケーションされた。ラリーには名古屋工業大学の自動車部がエキストラで参加し、全面協力した日産自動車からも新車5台が参加した。

## あらすじ
京南大学陸上競技部の若大将こと雄一（加山雄三）は、琵琶湖大学駅伝にむけて練習に励む毎日だった。そんな折、ガソリンスタンドで働く澄子（星由里子）と知り合い、二人はお互いに好意を抱くのだった。ある日、雄一は自動車部の江口（江原達怡）に自動車の全日本学生ラリーにレーサーとして一緒に出場して欲しい頼まれる。青大将（田中邦衛）が車の事故で怪我をして出られず困っているというのだ。レース出場のため京都に行った雄一らは自動車部に車を提供している青大将の父親に連れられて祇園に招待される。そこでカーマニアでもある京奴（浜木綿子）という芸者と知りあう。田能久の人々の勘違いもあり、京奴との仲を誤解した澄子は雄一と仲たがいをしてしまうのだった。

## キャスト
- 田沼雄一 - 加山雄三
- 田沼りき - 飯田蝶子
- 田沼久太郎 - 有島一郎
- 田沼照子 - 中真千子
- 越川澄子 - 星由里子
- 石山新次郎 - 田中邦衛
- 石山剛造 - 北竜二
- 江口敏 - 江原達怡
- 京奴 - 浜木綿子
- 悦子 - 中川さかゆ
- 由美 - 若原啓子
- 有馬教授 - 木崎国嘉
- 土井 - 荒木保夫
- 中村 - 横森久
- 足立 - 諸口旭
- 黄色いカブの老人 - 曾我廼家五郎八
- ガソリンスタンド店員 - 勝部義夫
- ダンプカーの運転手 - 原哲男
- ダンプカーの運転手助手 - 桑原和男
- 婦人警官 - 南風夕子
- たけ - 竹野マリ
- 田能久の板前 - 牧野児朗
- 石山の秘書 - 梶川武利
- 学園祭のバンド - ザ・ランチャーズ

## スタッフ
- 製作 - 宝塚映画
- 製作総指揮 - 藤本真澄
- 監督 - 岩内克己
- 監督助手 - 野村純一
- 脚本 - 田波靖男
- 撮影 - 斎藤孝雄
- 音楽 - 広瀬健次郎
- 美術 - 松山崇
- 録音 - 鴛海晄次
- 照明 - 下村一夫
- 編集 - 小川信夫
- 製作担当者 - 根津博、鈴木政雄
- スチール - 池上恭介
- ラリー指導 - 江原達怡
- 協力 - 日産自動車、鈴鹿サーキット

## 挿入歌
- COOL COOL NIGHT（クール・クール・ナイト）　作詞・作曲＝弾厚作
- 幻のアマリリア　　作詞＝岩谷時子、作曲＝弾厚作　※代々木公園で歌うシーンとラストの琵琶湖周航船上で歌うシーンの2シーンでは歌詞が違っていた。
- WHY DONT YOU（ホワイ・ドント・ユー） 　作詞・作曲＝弾厚作
- 別れたあの人　作詞＝岩谷時子、作曲＝弾厚作　※加山雄三が劇中でトランペットにて演奏
- 勇気ある人々　作曲＝弾厚作　※駅伝の加山雄三の疾走シーンで演奏される

## ロケ地
- 関西大学（京南大学シーン）
- 赤坂外堀通り赤坂ノアビル横（田能久へ向かう街路）
- 港区赤坂3-12-17辺り（田能久の物干し台）
- 赤坂1丁目（出光ガソリンスタンドシーン）
- 首都高速道路谷町ジャンクション高架下
- 青山トンネル
- 宮下公園
- 代々木競技場オリンピックプラザ
- 赤坂見附交差点東246歩道橋
- 赤坂見附交差点
- 喰違見附
- R246と明治通りの交差点
- 旧日産自動車本社（東京都中央区）
- 鈴鹿サーキット
- 祇園新橋
- 祇園巽橋
- 琵琶湖
- 琵琶湖遊覧船

### 全日本学生ラリー選手権シーン
- 東山山頂公園駐車場（ラリーのスタート、ゴール地点）
- 国道1号線大谷本廟横
- 平安神宮前
- 西本願寺前
- 名神高速道路
- 名古屋城
- 久屋大通（栄 (名古屋市)）
- 名鉄犬山ホテル
- 愛知県犬山市継鹿尾辺り（江口がションベンした場所）
- 国道41号線下呂市保井戸辺り（高山本線橋梁）
- 村山群鳳彫房前（高山市）
- 平湯峠

### 全日本学生選抜駅伝大会シーン
- 9区中継点（ホテル琵琶湖プラザ前）
- 瀬田の唐橋
- 近江大橋西詰交差点
- 旧ハマホテル前
- 滋賀県立琵琶湖文化館